# Lacerta bilineata
Lacerta bilineata е вид влечуго от семейство Същински гущери (Lacertidae). Видът не е застрашен от изчезване.

## Разпространение и местообитание
Разпространен е в Австрия, Андора, Великобритания, Германия, Испания, Италия, Монако, Словения, Франция, Хърватия и Швейцария. Внесен е в САЩ.
Обитава градски и гористи местности, ливади и храсталаци в райони с умерен климат.

## Описание
Популацията на вида е намаляваща.